# أحباش (طائفة)
الأحباش أو جمعية المشاريع الخيرية الإسلامية (اختصاراً AICP) هي جمعية دينية إسلامية لبنانية. الشيخ عبد الله الهرري الحبشي الذي ولد في مدينة هرر بأثيوبيا وانتقل إلى لبنان وتوفي في 2 سبتمبر 2008.هو الزعيم الروحي لها. الاحباش في الفقه على المذهب الشافعي وفي المعتقد اشاعرة وماتريدية. وكلمة احباش هي عبارة أو تعريف لتلامذة ومحبين الشيخ عبد الله الهرري المعروف بالحبشي.

## تعريف
حركة دينية سياسية صوفية جديدة تأسست في منتصف الثمانينيات. وضع تعاليمها الإثيوبي عبد الله الهرري. ارتبط اسمها بدولة لبنان نظراً لنشاطها وانتشارها الكبير فيها، والذي تم بدعم من قبل الدولة المجاورة لها سوريا، ووصفت الأحباش بأنها «الممثل الإسلامي المبهم للصوفية اللبنانية». والتي فرضت نفوذها على المساجد، والأماكن الدينية في لبنان مستغلة ظروف الحرب الأهلية والدعم الخارجي لها، رغم محاولات المسلمين وعلى رأسهم مفتي لبنان باستعادة ما تم الاستيلاء عليه، وقد اشتهر الأحباش بمحاربة عقيدة أهل السنة والجماعة، وبما في ذلك الحركة السلفية والوهابية. وصفت الحركة على أنها واحدة من «الجمعيات الإسلامية الأكثر إثارة للجدل» بين الجماعات الإسلامية الحديثة، وكثيراً ما أشار معارضو الأحباش إلى الحركة على أنها عقيدة منحرفة هدفها «إفساد العقيدة الإسلامية وإثارة الفتنة في الأمة الإسلامية». ومنهم اللجنة الدائمة للبحوث العلمية والإفتاء في الأمانة العامة لهيئة كبار العلماء في السعودية والازهر في مصر. كما انه ذكر تقرير ميليس عن هذه الجماعة ارتباطها بجهات استخباراتية تقوم بدعمها.

## تاريخ نشأتها
تأسست الرابطة في ثلاثينيات القرن الماضي على يد أحمد العجوز ووصلت إلى لبنان في الخمسينيات من القرن الماضي، حيث «مزجوا تعاليم المذهب السني والشيعي بالروحانية الصوفية في انتقائية عقائدية تدعو إلى اللاعنف والهدوء السياسي».
ظلت الرابطة بدون زعيم حتى الثمانينيات عندما أصبح عبد الله الهرري الرئيس الاسمي للمنظمة وتولى الأحباش السلطة في عام 1983م.
تأسست الأحباش في ضاحية برج أبو حيدر غرب بيروت، كحركة خيرية وروحية صغيرة بين الطبقات السنية الدنيا، ومن هناك انتشروا في جميع أنحاء لبنان إلى طرابلس وعكار وإقليم الخروب في الشوف حيث أسسوا مؤسسات تعليمية ودينية.
في بداية التسعينيات، تحولت حركة الأحباش من أقلية إلى أكبر منظمة دينية سنية في لبنان، ويرجع ذلك أساساً إلى دعم الحكومة السورية ولعلاقته الوثيقة بالمخابرات السورية.
دعمت الحكومة السورية حركة الأحباش وروجت لها من أجل الحد من تأثير الحركات السنية الراديكالية (والمقصود الحركات المتطرفة) والأصولية في لبنان. ومما ساهم في زيادة نموها الاستيلاء القسري والسيطرة على العديد من المساجد البارزة في بيروت الغربية في أوائل الثمانينيات، على الرغم من الاحتجاجات التي تزعمها دار الفتوى اللبناني.
استمر ازدهار الجمعية في لبنان، وهي تصدر نشرة شهرية (منار الهدى، منذ عام 1992م)، ولديها محطة إذاعية خاصة بها (نداء المعرفة، منذ عام 1998م). أعضاؤها نشيطون للغاية على الإنترنت ولديهم مواقع على شبكة الإنترنت تنشر كلمة الشيخ ومناقشاته مع منافسيهم. بالإضافة إلى ذلك، تدير الجمعية شبكات من رياض الأطفال والمدارس الابتدائية والثانوية، والكليات الإسلامية التابعة لجمعية الأزهر في القاهرة.
ولكن وجودها في الحياة الاجتماعية والسياسية في لبنان، أثار في كثير من الأحيان منافسيها من الأوساط السلفية والوهابية المحلية، حيث بدأت الاشتباكات العرضية وأعمال العنف في الشوارع في منتصف الثمانينيات وبلغت ذروتها في يوليو 1995م باغتيال زعيم الجمعية في بيروت نزار الحلبي، الحدث الذي زاد من حدة العداء بين الأحباش والوهابية، وفي عام 2010 شهدت عدة مناطق في العاصمة اللبنانية بيروت مواجهات مسلحة استخدم فيها البنادق الآلية والقذائف الصاروخية بين مجموعات شيعية، تنتمي إلى حزب الله وحركة أمل، وبين حركة الأحباش. في نظر الكثيرين في لبنان، ظلت الرابطة مرتبطة بالمحتلين السوريين. (في عام 2005، بعد الإجلاء السوري من لبنان، تم رفع طلب للتحقيق في ممارسات الحركة  وكشف تقرير ميليس الأحباش كمتعاونين مع أجهزة المخابرات والأمن السورية.) ساعد الانتشار اللبناني في جميع أنحاء العالم الأحباش على أن تصبح جمعية عابرة للحدود في الثمانينيات. مركزها الرئيسي في أوروبا يقع في ألمانيا، وتنتشر فروعها النشطة في معظم أنحاء أوروبا الغربية. ولها فروع في إندونيسيا وماليزيا والهند وباكستان وطاجيكستان وسوريا والأردن ومصر وكندا وسويسرا وفرنسا.

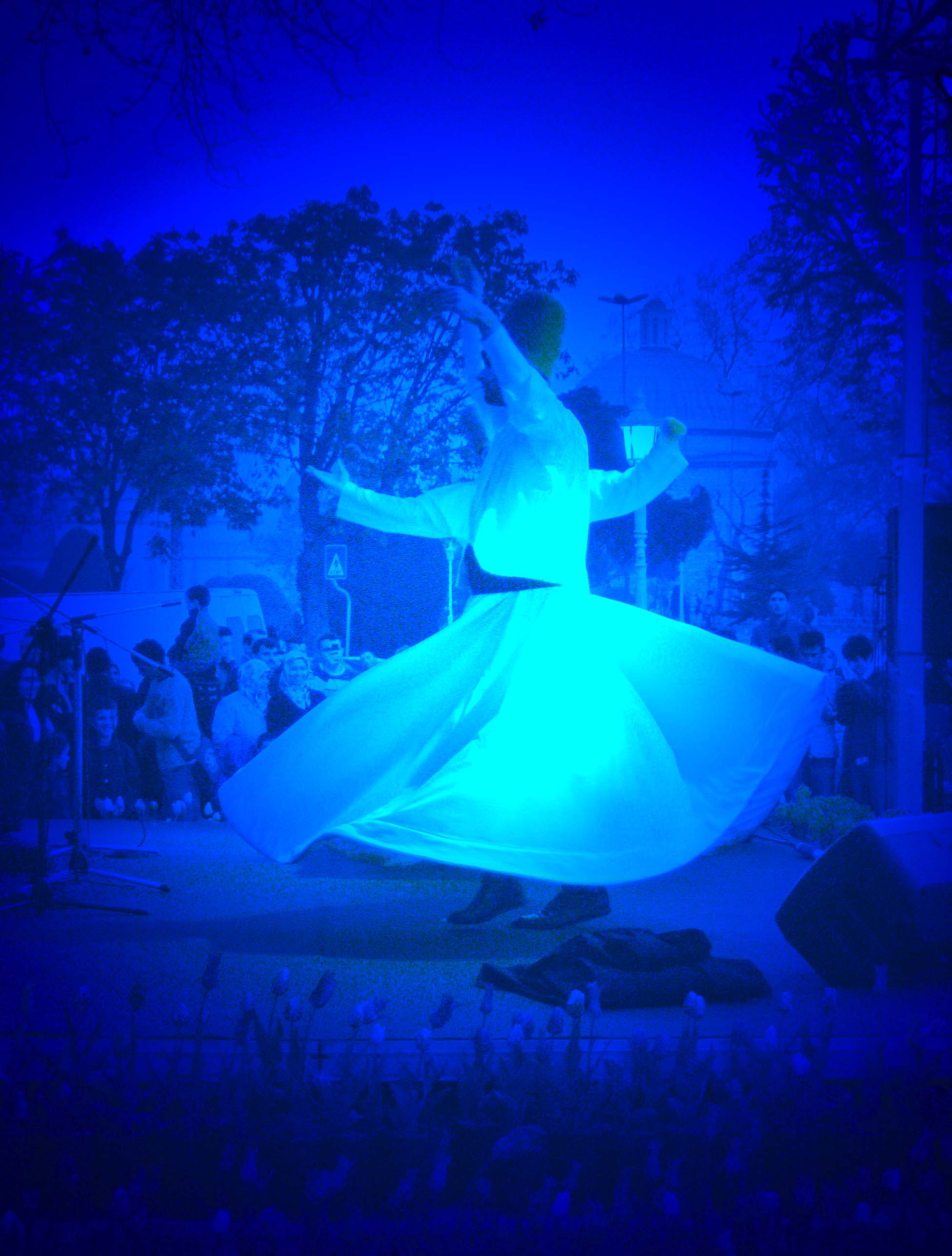
رقصة المولوية، طريقة رقص صوفية

## عقيدتها الدينية
عقيدة الأحباش عقيدة متناقصة مخالفة لعقيدة أهل السنة والجماعة، بنيت معتقدات الأحباش على تفسيرٍ للإسلام يجمع بين عناصر الإسلام السني والإسلام الشيعي والروحانية الصوفية وتنسب طريقة تصوفهما للطريقة الرفاعية، ويتضح ذلك من خلال ممارسة العديد من التقاليد الصوفية مثل الحج إلى القبور أو ما يسمى زيارة القبور واستخدام الموسيقى وإقامة جلسات الرقص الصوفية في احتفالاتهم الدينية.
يدعي الأحباش أنهم على المذهب الشافعي والأشعري، لكنها ترفض وتهاجم شخصيات إسلامية مثل ابن تيمية، ومحمد بن عبد الوهاب وسيد قطب، ويعلمون الناس الاستغاثة بالأموات  تدعو حركة الأحباش إلى التعددية الإسلامية، ومعارضة النشاط السياسي وشعارها «صوت الاعتدال المدوي» كما أنها تروج لمعتقداتها دولياً من خلال تواجدها الكبير على الإنترنت والمكاتب الإقليمية، لا سيما في الولايات المتحدة.
يصلي الأحباش في كندا والولايات المتحدة في اتجاه الجنوب الشرقي على عكس غالبية المسلمين في المنطقة الذين يصلون باتجاه الشمال الشرقي في مساجدهم.

## الانتقادات على حركة الأحباش
جوبهت هذه الحركة ومنعت من نشر عقيدتها في أماكن كثيرة، منها:
في الأردن اندلع القتال بين الإخوان المسلمين والأحباش فيما أصبح يعرف باسم «حرب المساجد» وذلك في التسعينات، اندلع القتال بسبب اعتقاد الإخوان أن وزارة الأوقاف الأردنية تعطي الأسبقية لأعضاء الأحباش بالتدريس في المساجد التي حُظر عليهم دخولها.
في مصر أصدر علي جمعة مفتي مصر السابق عام 2003م فتوى وصف فيها الأحباش بـ «المنحرفين» التي تسعى إلى «إفساد العقيدة الإسلامية وإثارة الفتنة بين الأمة المسلمة»، وفي عام 2007م اعتقلت السلطات المصرية 22 رجلاً بتهمة نشر عقيدة الأحباش في البلاد.
في أستراليا في عام2006م هدد إمام مسجد لاكيمبا في سيدني، تاج الدين هلالي، بالتراجع عن المجموعة المرجعية للمجتمع الإسلامي التابعة لحكومة هوارد بسبب ضم الدكتور مصطفى قره علي، الذي كان ينتمي إلى جماعة الأحباش. وفي عام2011م، اتهم مجلس الأئمة الوطني الأسترالي شركة إذاعة الجالية المسلمة بأنها مرتبطة بالأحباش، وأصدر إعلاناً علنياً للمسؤولين بعدم تجديد ترخيص البث، لكن هيئة الاتصالات والإعلام الأسترالية منحت للإذاعة ترخيصًا لمدة 5 سنوات في عام 2011م، مما أثار انتقادات من الجماعات الإسلامية أبرزها كان تحذير مفتي أستراليا، الشيخ فهمي ناجي الإمام، هيئة الاتصالات والإعلام الأسترالية من إذاعة جماعة الأحباش«تلتزم بعقيدة من شأنها أن تدفع العديد من المسلمين إلى الشعور بأنهم متهمون بالكفر والردة» وبعد مشاورات في أمر الترخيص تقرر عدم منحة لان الجهة المقدمة قدمت معلومات مضللة لهيئة الإعلام والاتصالات.
في إثيوبيا في يوم الإثنين21 نوفمبر 2011م، قام قرابة ألف مسلم من أصول إثيوبية محلية بمظاهرة أمام وزارة الخارجية، لمطالبة الولايات المتحدة بمنع دافعي الضرائب الأمريكيين من دعم قمع الحكومة الإثيوبية للأقلية المسلمة المتمثلة بحكومة ميليس زيناوي التي كلفت في وقت سابق من العام نفسه جماعة الأحباش بالشؤون الدينية لمسلمي إثيوبيا، والتي بدأت برنامجاً للتلقين العقائدي في جميع أنحاء المناطق ذات الكثافة السكانية المسلمة، وقد أجبر الناس على حضور معسكرات «التدريب الديني» بقوة الشرطة أو التعرض للاعتقال. وفي عام 2012م اتهم المتظاهرون المسلمون في أديس أبابا الحكومة الإثيوبية لمليس زيناوي بالترويج للأحباش بين السكان المسلمين في البلاد.
في المملكة العربية السعودية أعلن المفتي السابق عبد العزيز بن باز أن الأحباش طائفة ضالة ورئيسهم المدعو عبد الله الحبشي معروف بانحرافه وضلاله، فالواجب مقاطعتهم وإنكار عقيدتهم الباطلة وتحذير الناس منهم ومن الاستماع لهم أو قبول ما يقولون.

## رؤساء الجمعية
- أحمد بن محي الدين العجوز البيروتي
- نزار الحلبي
- حسام الدين قراقيرة

## وصلات خارجية
- موقع جمعية المشاريع الخيرية الإسلامية الرسمي
- أسئلة حول الشيخ عبد الله الحبشي وطلابه جماعة الأحباش
- موقع الشيخ عبد الله الهرري الرسمي
- مرئيات لعبد الله الهرري
- مناظرة